# حارة الطوقي (صنعاء)

تعديل مصدري - تعديل

حارة الطوقي هي إحدى حارات حي مدينة الثورة بمديرية الثورة إحد مديريات العاصمة اليمنية صنعاء، بلغ تعداد سكانها 2635 نسمة حسب تعداد اليمن لعام 2004.